# La Bachellerie
La Bachellerie är en kommun i departementet Dordogne i regionen Nouvelle-Aquitaine i sydvästra Frankrike. Kommunen ligger i kantonen Terrasson-Lavilledieu som tillhör arrondissementet Sarlat-la-Canéda. År 2022 hade La Bachellerie 895 invånare.

## Befolkningsutveckling
Antalet invånare i kommunen La Bachellerie
Referens:INSEE